# 24e méridien ouest
En géographie, le 24e méridien ouest est le méridien joignant les points de la surface de la Terre dont la longitude est égale à 24° ouest.

## Géographie

### Dimensions
Comme tous les autres méridiens, la longueur du 24e méridien correspond à une demi-circonférence terrestre, soit 20 003,932 km. Au niveau de l'équateur, il est distant du méridien de Greenwich de 2 672 km,.
Avec le 156e méridien est, il forme un grand cercle passant par les pôles géographiques terrestres.

### Régions traversées
En commençant par le pôle Nord et descendant vers le sud au pôle Sud, Le 24e méridien ouest passe par:
| Coordonnées          | Pays, territoire ou mer                     | Notes |
| -------------------- | ------------------------------------------- | --- |
| 90° 00′ N, 24° 00′ O | Océan Arctique                              | |
| 82° 55′ N, 24° 00′ O | Groenland                                   | Terre de Peary |
| 82° 16′ N, 24° 00′ O | Fjord de l'indépendance et Fjord Hagen (en) | |
| 81° 41′ N, 24° 00′ O | Groenland                                   | |
| 73° 35′ N, 24° 00′ O | Fjord de l'Empereur François-Joseph         | |
| 73° 23′ N, 24° 00′ O | Groenland                                   | Île Ymer, Île de la Société de géographie et Île Traill |
| 72° 28′ N, 24° 00′ O | Fjord du Roi Oscar (en)                     | |
| 72° 16′ N, 24° 00′ O | Groenland                                   | Pénisule de Jameson |
| 70° 39′ N, 24° 00′ O | Scoresby Sund                               | |
| 70° 09′ N, 24° 00′ O | Groenland                                   | |
| 69° 36′ N, 24° 00′ O | Océan Atlantique                            | Mer du Groenland |
| 65° 47′ N, 24° 00′ O | Islande                                     | Péninsule de Vestfirðir |
| 65° 28′ N, 24° 00′ O | Breiðafjörður                               | |
| 64° 53′ N, 24° 00′ O | Islande                                     | Péninsule Snæfellsnes |
| 64° 49′ N, 24° 00′ O | Océan Atlantique                            | Passe juste à l'est de l'île de São Nicolau, Cap-Vert (à 16° 34′ N, 24° 01′ O) Passe juste à l'ouest de l'île de Santiago, Cap-Vert (à 15° 04′ N, 23° 47′ O) Passe juste à l'est de l'île de Fogo, Cap-Vert (at 14° 52′ N, 24° 17′ O) |
| 60° 00′ S, 24° 00′ O | Océan Austral                               | |
| 74° 33′ S, 24° 00′ O | Antarctique                                 | Territoire antarctique britannique, Liste des territoires revendiqués par le Royaume-Uni |
| 74° 42′ S, 24° 00′ O | Océan Austral                               | Mer de Weddell |
| 74° 55′ S, 24° 00′ O | Antarctique                                 | Territoire antarctique britannique, Liste des territoires revendiqués par le Royaume-Uni |